# 自画自賛
| ウィキペディアには「自画自賛」という見出しの百科事典記事はありません（タイトルに「自画自賛」を含むページの一覧/「自画自賛」で始まるページの一覧）。 代わりにウィクショナリーのページ「自画自賛」が役に立つかもしれません。 |